# Castell de Castells
Castell de Castells è un comune spagnolo situato nella comunità autonoma Valenciana.